# Roberta Gangeri
Roberta Leonilde Gangeri (Roma, 4 maggio 1980) è una giornalista, conduttrice televisiva e conduttrice radiofonica italiana.

## Biografia
Roberta Gangeri compie studi classici e si laurea all'Università degli Studi Roma Tre in scienze della comunicazione e dal giugno 2002 è iscritta all'albo dei giornalisti pubblicisti. Ha partecipato, giungendo finalista, a Miss Italia 1997.
Esordisce in televisione a 17 anni su Canale 23 (circuito Cinquestelle) nel programma Anteprima campionato, per cui lavora fino al 1999. Dal 2000 al 2002 è la voce radiofonica di Radio Roma del programma Anteprima Calcio. Dal 1999 inizia le sue prime esperienze in Rai nel programma In bocca al Lupo condotto da Carlo Conti. Nel 2000 conduce il programma Dottor Futuro su TMC 2 in prima serata.
Dal 2002 in Rai collabora agli spazi di Uno Mattina, conducendo dal 2004 servizi in esterna. Lavora per Radio Incontro come conduttrice di un programma dedicato al campionato di serie A. Nel 2006 collabora al programma Tintarella di Luna su Rai 2.
Nel 2007 diventa inviata nel programma di Rai 2 Mezzogiorno in famiglia programma ideato da Michele Guardì, che concluderà nel 2014 dopo otto stagioni. In questi anni presenta in Rai alcuni eventi televisivi come L'anno che verrà o il Derby del cuore. Nel 2011 presenta la XX edizione della Partita del cuore insieme a Fabrizio Frizzi e Mara Venier. Dal 2016 al 2017 presenta su Rai Gulp il magazine Extra.